# Пророческое движение в Аравии

Хиджаз.

Пророческое движение в Аравии в VII веке включает в себя деятельность исламского пророка Мухаммеда и таких пророков как Мусайлимы, Саджах, Тулайхи, аль-Асвада и Ибн Сайяда, которых в мусульманской литературе принято называть «лжепророками».

## История
Пророк Мухаммад был не единственным в Аравии VII века человеком, который объявил себя пророком (наби). В Ямаме во главе племени ханифа встал вещатель Мусайлима, которого в 634 году сокрушил Халид ибн аль-Валид. Мусайлима был во временном союзе с пророчицей Саджах из племени тамим. За пророком Тулайхой последовала большая часть недждийского племени асад. В Йемене вождь племени анси аль-Асвад, объявил себя пророком и за несколько месяцев покорил Южную Аравию до Хадрамаута. Молодому мединскому иудею по имени Ибн Сайяд некоторое время являлись «откровения».

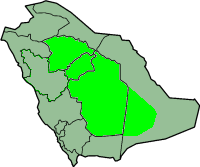
Неджд.

Сравнивать исламского пророка Мухаммеда и других пророков трудно из-за несхожести личностей и итогов их деятельности. Сведения о соперниках Мухаммеда слишком скупы или тенденциозны. Все другие аравийские пророки начали свою деятельность только к концу деятельности Мухаммада. Однако как духовные авторитеты и проповедники они начали действовать значительно раньше. Аль-Асвад и Мусайлима были известными и влиятельными людьми в Наджране и Хаджаре соответственно. О Мусайлиме знали мекканцы и мединцы ещё в начале проповеди Мухаммада. Ещё до того, как аль-Асвад стал царем Йемена, поэт аль-Аша восхвалял его, получая за это мёд и амбру. Саджах тоже издавна пользовалась значительным личным авторитетом. Ибн Сайяд встречался Мухаммадом в Медине и последний наблюдал как он впадает в трансы. Только у Тулайхи, видимо, политическая деятельность предшествовала пророческому озарению.

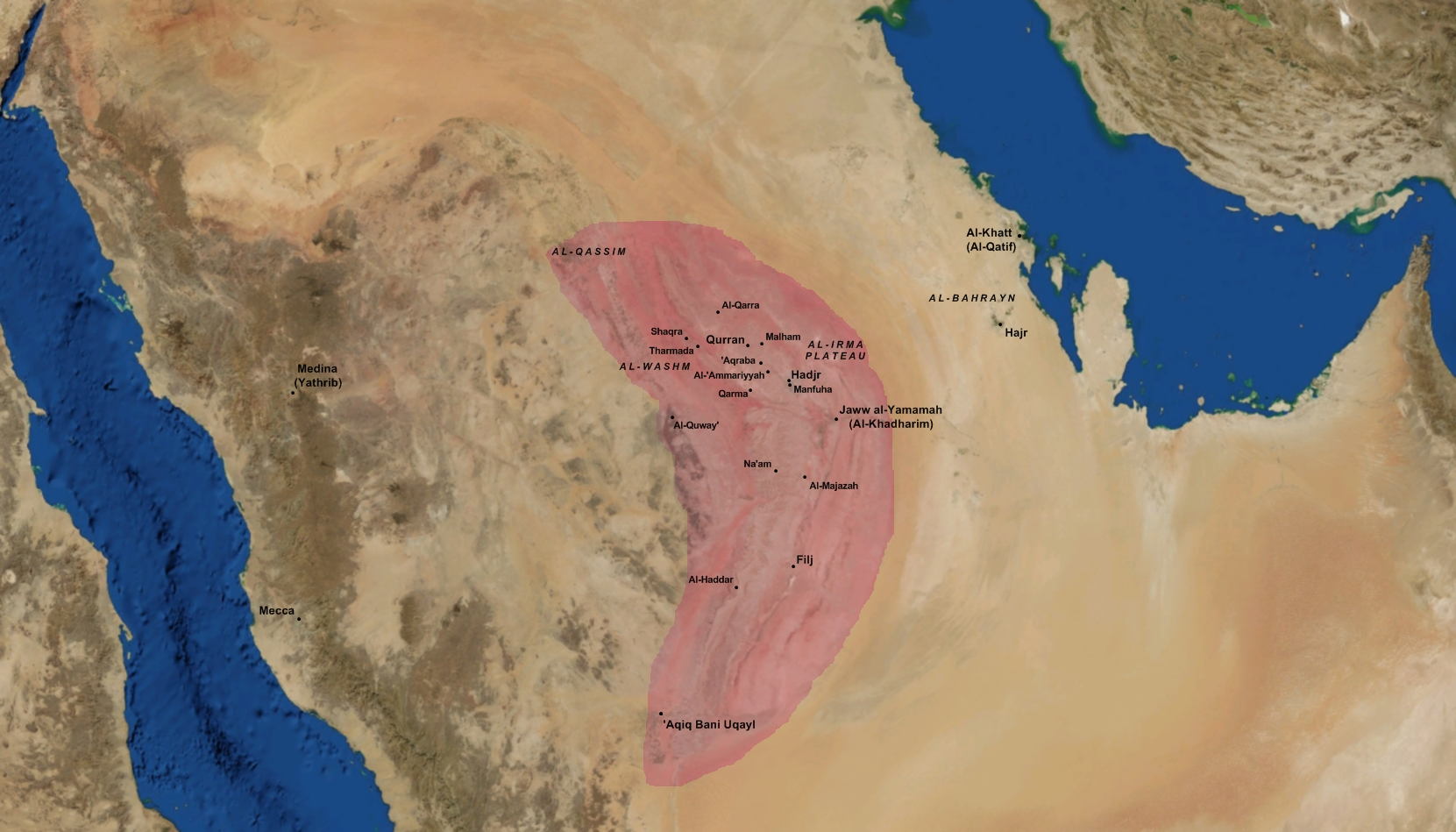
Ямама.

Общим у всех пророков было то, что они проповедовали веру в единого и всемогущего Бога. Мусайлима называл его Рахманом и Аллахом, говорил о его могуществе, о суде над людьми. Аль-Асвад называл Бога Рахманом, а себя «посланником Аллаха». Аллах часто фигурирует в клятвах Тулайхи, который утверждал, что к нему в качестве посредника являлся Зу-н-Нун. У аль-Асвада посредником были Шихик с Шириком. Божество Саджах было подобно христианскому, а Ибн Сайяда соответствовало иудейскому. Существовавшие в VII веке ханифы не входили ни в христианскую, ни в иудейскую общину. Они предавались личному благочестию и не вели пропаганду среди населения. Более того, они говорили не от имени бога подобно пророкам, а от себя.
Все пророки переживали состояние экстатического транса, во время которого пророк «говорил» с божеством или его посредником. Аль-Асвад во время транса садился, качая головой из стороны в сторону и издавал хриплые звуки. Известно, что Рахман «приходил» к Мусайлиме в темноте. Тулайха перед получением откровений заворачивался в плащ. Ибн Сайяд часто впадал в транс среди пальм своей плантации, завернувшись в плащ. Что касается Мухаммада, в Коране сообщается, что мекканские язычники называли его одержимым (маджнун). Западные и советские медики высказывали мнение, что Мухаммед страдал эпилепсией с судорожными приступами и сумеречными помрачениями сознания. Сура 81, аят 22 Корана отвергает эти обвинения: «Мухаммед по милости Господа является пророком и не является одержимым». Во время бодрствования он иногда физически ощущал приближение божественного откровения. Его тело начинало дрожать, голова тяжелела, лицо покрывалось крупными каплями холодного пота. И тогда Пророк чувствуя приближение божественного вдохновения, предусмотрительно ложился на землю, также с головой завернувшись в плащ утраты. Однако, эти состояния не являлись припадками, или признаками эпилепсии. Сознание Мухаммед не терял и мог подробно описать свои переживания во время откровения. Эти приступы в глазах окружающих были проявлением особого состояния восприятия божественного откровения. Иногда откровения никакими подобными состояниями не сопровождались, в его поведении почти ничего не менялось.

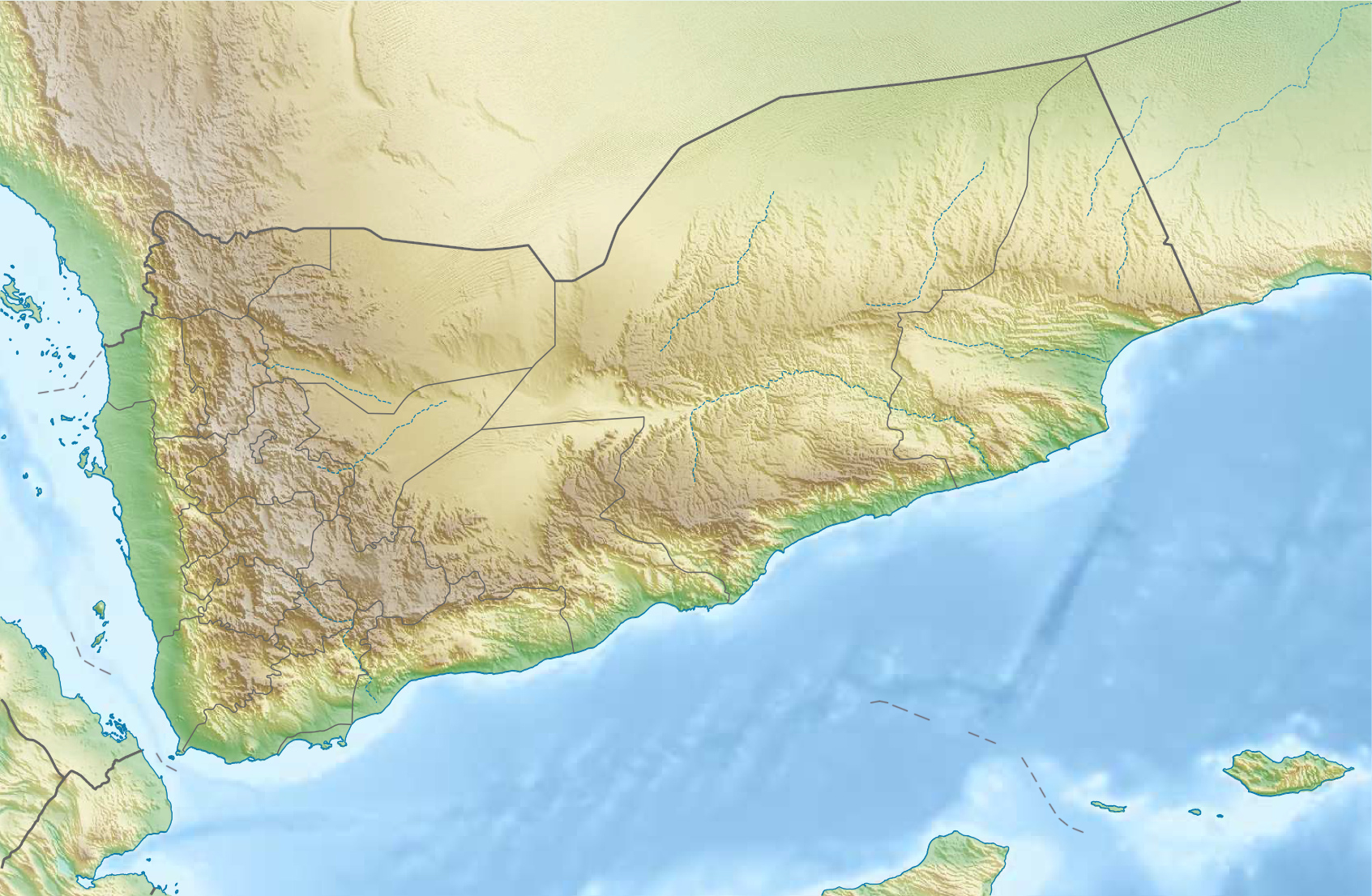
Йемен.

Закутывание в одежды — дополнительная черта сходства между трансами пророков. Закутывались Тулайха и Ибн Сайяд. Из прозвища аль-Асвада аль-Анси — Зу-ль-Химар («человек с покрывалом») следует, что лицо его всегда было закрыто. Во время посольства ханифитов в Медину Мусайлима был «закрыт одеждами», что не помешало Мухаммаду узнать его. Такая форма контакта с божеством известна в Аравии для провидцев (кахин), которые считались высшей категорией среди людей, проникавших в скрытый мир. Жители Мекки видели кахина в Мухаммаде.
Пророки были представителями разных территориальных и социальных групп, существовавших в Аравии. Мухаммад действовал среди торговцев-горожан Мекки и земледельцев Медины. Ибн Сайяд среди земледельцев Медины. Мусайлима был пророком земледельцев Ямамы. Саджах проповедовала среди бедуинов, и близких к оседлым областям Ирака, Бахрейна и Ямамы. За Тулайхой пошли в основном бедуины-верблюжатники Неджда. Аль-Асвад был принят племенами Йемена. В отличие от других пророков, руководствовавшихся местными интересами и желанием локальной самостоятельности, Мухаммад не ограничивал себя локальными задачами и направил свою деятельность на создание нового общества — умма. Мухаммад понимал свою миссию как мировое явление и стремился к расширению своей общины. Он был первым во всех областях деятельности. Он принял на себя функции племенного вождя (сайид), походного атамана (акид), судьи (хаким), оратора (хатиб) и даже поэта (шаир), что стало одной из причин его победы.